# Хаузен-ан-дер-Мёлин
Хаузен-ан-дер-Мёлин (нем. Hausen an der Möhlin) — город в Германии, расположен в земле Баден-Вюртемберг около города Бад-Кроцинген.
Входит в состав района Брайсгау — Верхний Шварцвальд. Население составляет 1641 человек (на февраль 2018 года). Занимает площадь 4,43 км².

## География
Хаузен-ан-дер-Мёлин входит в состав района Брайсгау — Верхний Шварцвальд. Город находится в 15 километрах к юго-западу от города Фрайбург-им-Брайсгау и в четырех километрах к востоку от реки Рейн, которая образует границу с Францией. Приток реки Рейн, Мёлин, простирается на 32 километра по западной окраине города. Ноймаген, приток Мёлина, простирается на 26 километра между Бьенгеном и Хаузеном.

## История
В 1147 году это место упоминалось как Хусен, в 1594 — как Хаузен. Хаузен с конца 14-го века входил в Переднюю Австрию, пока в 1805 году он не был передан в Великое герцогство Баден. С основанием Великого герцогства Хаузен сначала находился в составе район Штауфен, в 1964 году — в составе района Фрайбург, затем в составе района Брайсгау — Верхний Шварцвальд.